# Krypts
Krypts — дез-метал колектив з Гельсінкі.

## Склад
- Анті Котіранта — вокал
- Вілі Снайкер — гітара
- Юкка Ахо — гітара
- Отто Укконенс — ударні

## Дискографія

### Альбоми
- Unending Degradation (2013)
- Remnants of Expansion (2016)
- Cadaver Circulation (2019)

### EP, компіляції
- Krypts (2011)
- Descending Era of Putrefaction (2017)